# حومه شهر (آلند)
حومه شهر (آلند) یکی از زیرمجموعه‌های جزایر الند و یکی از ناحیه‌ها در فنلاند از سال ۲۰۰۹ است.

## شهرداری‌ها
| نشان ملی             | شهرداری             |
| -------------------- | ------------------- |
| Eckerön vaakuna      | اکرو (شهرداری)      |
| Finströmin vaakuna   | فینستروم (شهرداری)  |
| Getan vaakuna        | گتا (شهرداری)       |
| Hammarlandin vaakuna | هامارلند (شهرداری)  |
| Jomalan vaakuna      | یومالا (شهرداری)    |
| Lemlandin vaakuna    | لملند (شهرداری)     |
| Lumparlandin vaakuna | لومپارلند (شهرداری) |
| Saltvikin vaakuna    | سالتویک (شهرداری)   |
| Sundin vaakuna       | سوند (شهرداری)      |